# Гватемальско-кубинские отношения
Гватемальско-кубинские отношения — двусторонние дипломатические отношения между Гватемалой и Кубой. Государства являются членами Организации иберо-американских государств, Сообщества стран Латинской Америки и Карибского бассейна, Ассоциации карибских государств и Организации Объединённых Наций.

## История
В 1960-х годах Куба установила тесные связи с зарождающимся гватемальским социалистическим движением, возглавляемым Луисом Турсиосом Лимой, и поддержала создание боевой организации «Гватемальское национальное революционное единство», которая затем была реорганизована в легальную политическую партию после окончания гражданской войны в Гватемале. Гватемала не поддерживала дипломатические отношения с Кубой с 1960-х годов и до окончания гражданской войны в 1998 году. В 1999 году президент Гватемалы Альваро Арсу Иригойен посетил Кубу.
В 2009 году президент Гватемалы Альваро Колом Кабальерос посетил Гавану, чтобы вручить Фиделю Кастро Орден Кетцаля, одну из самых высоких наград Гватемалы. Премьер-министр Кубы Рауль Кастро принял награду от имени своего брата Фиделя.

## Медицинская помощь
В период с 1998 по 2009 год кубинские специалисты сделали гватемальцам более 40 000 операций на глазах и провели 27 миллионов медицинских консультаций.

## Торговля
В 2020 финансовом году Гватемала экспортировала товаров на Кубу на сумму 8,86 миллиона долларов США, а Куба экспортировала товаров в Гватемалу на сумму 389 000 долларов США. Экспорт Гватемалы на Кубу: чистящие средства, а экспорт Кубы в Гватемалу: угольные брикеты.

## Дипломатические представительства
- Гватемала имеет посольство в Гаване[5].
- Куба содержит посольство в Гватемале[6].